# Morti nel 686
| Questa pagina contiene informazioni ricavate automaticamente dalle voci biografiche con l'ausilio del template Bio e di un bot. L'aggiornamento è periodico e automatico e ricostruisce completamente la pagina. Se manca una persona in questa lista, sei pregato di non aggiungerla, ma accertati piuttosto che la sua voce biografica contenga il template Bio e che i dati anagrafici siano correttamente compilati. Se il template Bio manca, inseriscilo tu stesso o, in alternativa, metti l'avviso {{tmp\|Bio}} che ne segnala la mancanza. Se i dati riportati sono sbagliati, correggi direttamente la voce biografica; le modifiche saranno visibili in questa lista entro pochi giorni. Per chiarimenti vedi il progetto biografie. La lista contiene solo le 8 persone che sono citate nell'enciclopedia e per le quali è stato implementato correttamente il template Bio. Pagina aggiornata al 19 ott 2024. |

- 15 giugno - Landelino di Lobbes, monaco cristiano e abate franco
- 2 agosto - Papa Giovanni V, papa e vescovo siriaco (n. 635)
- 1º ottobre - Tenmu, imperatore giapponese
- Al-Husayn ibn al-Numayr, generale arabo
- Arwald, re
- Giorgio I di Costantinopoli, arcivescovo bizantino
- Ultano, monaco cristiano irlandese
- Warattone, funzionario franco